# Direcció general d'Estadística i Anàlisi Sociolaboral
La Direcció general d'Estadística i Anàlisi Sociolaboral és un òrgan de gestió del Ministeri d'Ocupació i Seguretat Social depenent de la Subsecretaria d'Ocupació i Seguretat Social encarregada d'agrupar tots els organismes que s'encarregaven de l'activitat estadística del Ministeri. Fou creada el 2017 com a unitat de Big Data, per optimitzar l'ús de les dades i informació per afinar les estadístiques i les polítiques d'ocupació i les ajudes públiques. Fou suprimida pel nou govern de Pedro Sánchez en juny del 2018 cosa que ha parovocat una pregunta al govern sobre la qüestió feta pel diputat català Sergio del Campo Estaún (Ciudadanos).

## Funcions
Les seves funcions es regulen en l'article 13 del Reial decret 703/2017:
- La formulació del Pla Estadístic Nacional i dels programes anuals que ho desenvolupen en l'àmbit del Departament i l'elaboració de les estadístiques que té assignades.
- La coordinació, inclosa la planificació, supervisió i impuls, a través de la Comissió Ministerial d'Estadística, de l'activitat estadística realitzada en el Departament pels diferents òrgans directius, els seus organismes autònoms i les Entitats Gestores i Serveis Comuns de la Seguretat Social, dependents o adscrits al Departament, que, en l'exercici d'aquesta activitat estadística, dependran funcionalment d'aquesta Direcció general.
- La difusió pública de les estadístiques realitzades en el Departament, que es realitzarà de forma consensuada amb els diferents òrgans directius, organismes autònoms i les Entitats Gestores i Serveis Comuns de la Seguretat Social, dependents o adscrits al Departament, en el marc de la Comissió Ministerial d'Estadística.
- La coordinació institucional en matèria estadística amb l'Institut Nacional d'Estadística, amb altres departaments ministerials, amb altres administracions públiques i amb organismes internacionals, en particular, amb l'Oficina Estadística de la Unió Europea respecte a les estadístiques que corresponen al Departament exigides per la normativa de la Unió Europea.
- La participació, en col·laboració amb els òrgans i unitats competents, en la implantació, actualització i revisió dels registres, bases de dades i sistemes d'informació del Departament, per al seu millor aprofitament estadístic i d'anàlisi.
- La realització d'estudis i informes, a partir de l'anàlisi de les operacions estadístiques i altres fonts disponibles, a fi de posar a la disposició dels òrgans directius i superiors del Departament la informació necessària per a la presa de decisions en relació amb les polítiques en matèria de ocupació, relacions laborals, Seguretat Social, immigració i emigració en col·laboració amb els òrgans i unitats competents.
- L'explotació de bases de dades d'indicadors del mercat de treball, la Seguretat Social i els moviments migratoris a nivell regional, nacional i internacional.
- L'anàlisi, seguiment i avaluació, a partir de dades estadístiques, de les polítiques laborals, d'ocupació, de Seguretat Social i migratòries, així com del seu impacte en l'àmbit econòmic i social.
- La coordinació en l'elaboració dels aspectes econòmics de les memòries d'anàlisis d'impacte normatiu en l'àmbit del Departament.
- La coordinació de la representació del Departament davant els organismes multilaterals i el suport en l'elaboració d'estudis i informes que la relació amb aquests organismes multilaterals requereixi.

## Estructura
De la Direcció general depenen els següents òrgans:
- Subdirecció General d'Estadística.

## Titulars
- Juan Luis Gimeno Chocarro (2017-2018)[6][7]